# Elektroniktidningen
Elektroniktidningen är en svensk redaktionell månadstidning och webbplats för den svenska elektronikbranschen. Huvudmålgruppen är elektronikkonstruktörer. Utöver tekniknyheter bevakar tidningen dagsaktuella händelser bland leverantörer, konstruktörer, producenter och organisationer, huvudsakligen inom Sverige.
Bevakningsområdena är bland annat batterier, halvledarteknik, elektronikkonstruktion, test och mät, produktion, inbyggda system och elektroniska komponenter som sensorer, minnen, förbindning, strömförsörjning, mönsterkort, displayer, radiokretsar, processorer, asicar, systemkretsar och programmerbar logik.
Elektroniktidningen finansieras huvudsakligen genom annonsering. Den hade 20 000 läsare enligt läsarundersökningen Orvesto år 2004. År 2021 angavs upplagan till 13 000 exemplar.
Tidningen grundades av E+T Förlag år 1992 och publicerades då som tabloidtidning varannan vecka. Sedan 1995 publicerar tidningen dagliga nyheter på webben. År 2005 köptes tidningen av några av sina anställda och gjordes om till ett månadsmagasin. 